# Carl Linnaeus
Carl Linnæus (phát âm tiếng Thụy Điển: [ˈkɑːɭ fɔn lɪˈneː] ⓘ), (23 tháng 5 năm 1707 - 10 tháng 1 năm 1778), cũng được biết đến với quý danh Carl von Linné, là một nhà thực vật học, một bác sĩ kiêm nhà động vật học người Thụy Điển, người đã đặt nền móng cho hệ thống danh pháp hiện đại. Ông được biết đến như là cha đẻ của hệ thống phân loại hiện đại ngày nay. Ông cũng được tôn vinh là một trong những người tiên phong của ngành sinh thái học hiện đại và được tôn vinh là "Hoàng tử của giới thực vật học". Nhiều tác phẩm của ông được viết bằng tiếng Latinh, trong đó ông lấy tên theo kiểu Latinh là Carolus Linnæus (hay Carolus a Linné sau năm 1761).
Ở thời của mình, ông là nhà thực vật học nổi tiếng nhất, người được biết đến với những kĩ năng ngôn ngữ rất tốt. Nhà triết học người Pháp Jean-Jacques Rousseau đã từng gửi cho ông một lời nhắn: "Nói với ông ta tôi không biết người đàn ông nào tuyệt vời hơn thế trên Trái Đất này". Học giả người Đức Johann Wolfgang von Goethe viết: "Trừ Shakespeare và Spinoza, tôi không biết ai giữa những người không còn sống mà ảnh hưởng tới tôi lớn hơn thế". Tác giả người Thụy Điển August Strindberg viết: "Linnæus kỳ thực là một nhà thơ sinh ra để trở thành nhà tự nhiên học".

## Tiểu sử
Carl Linnæus sinh tại một ngôi làng nhỏ tên là Råshult, Småland ở miền nam Thụy Điển. Cha của ông, Nils Linnæus là một mục sư. Chính cha ông đã truyền lại cho ông tình yêu cây cỏ.
Truyền thuyết kể rằng cậu bé Carl đã có tình yêu với cây và hoa ngay từ trong bụng mẹ, vì mẹ của ông khi mang thai vẫn thường ngắm những bông hoa kỳ lạ và tuyệt vời trong vườn hoa của chồng. Carl đã viết về bản thân mình lúc được sinh ra một cách đầy chất thơ: "Chỉ khi mùa xuân vào tiết thời đáng yêu nhất của nó và khi tiếng gà gáy báo hiệu mùa hè sắp đến" – đó chính là tháng Năm. Đời xưa kể lại, chiếc nôi của Carl được kết bằng những bông hoa tuyệt đẹp với hương thơm ngào ngạt.
Khi là học sinh tiểu học, Carl được đánh giá là một học sinh giỏi về thực vật học và thầy của Carl khi đó đã khuyên cha mẹ cậu nên cho cậu theo học nghề bác sĩ, thay vì trở thành một tu sĩ như họ dự định (khi đó thực vật học vẫn là một phần của khoa y).
Sau đó, Carl theo học ở trường y tại Lünd, miền nam Thụy Điển. Học xong một năm, Carl chuyển tới một trường đại học danh tiếng và cổ kính nhất của Thụy Điển tại Üppsala.
Sự tự tin vô hạn cộng với tham vọng hiểu và phân loại mọi vật trong trạng thái toàn vẹn của nó – không chỉ trên Trái Đất mà cả vũ trụ - là hai động lực chính làm nên toàn bộ cuộc đời và sự nghiệp của Carl. Chính vì tham vọng này, ông còn được gọi là "Hoàng tử của giới thực vật học". Thế giới gọi ông là "Pliny của Phương Bắc" (Pliny là nhà sử học khoa học tự nhiên vĩ đại nhất của thời kỳ cổ đại), "Adam thứ hai" và còn nhiều tên khác

## Các tác phẩm chính

### Systema naturæ
Tác phẩm Systema naturæ của ông là một hệ thống phân loại cây cỏ, động vật và khoáng vật, giống như một xã hội, bao gồm các vương quốc, các tỉnh, huyện và tá điền.

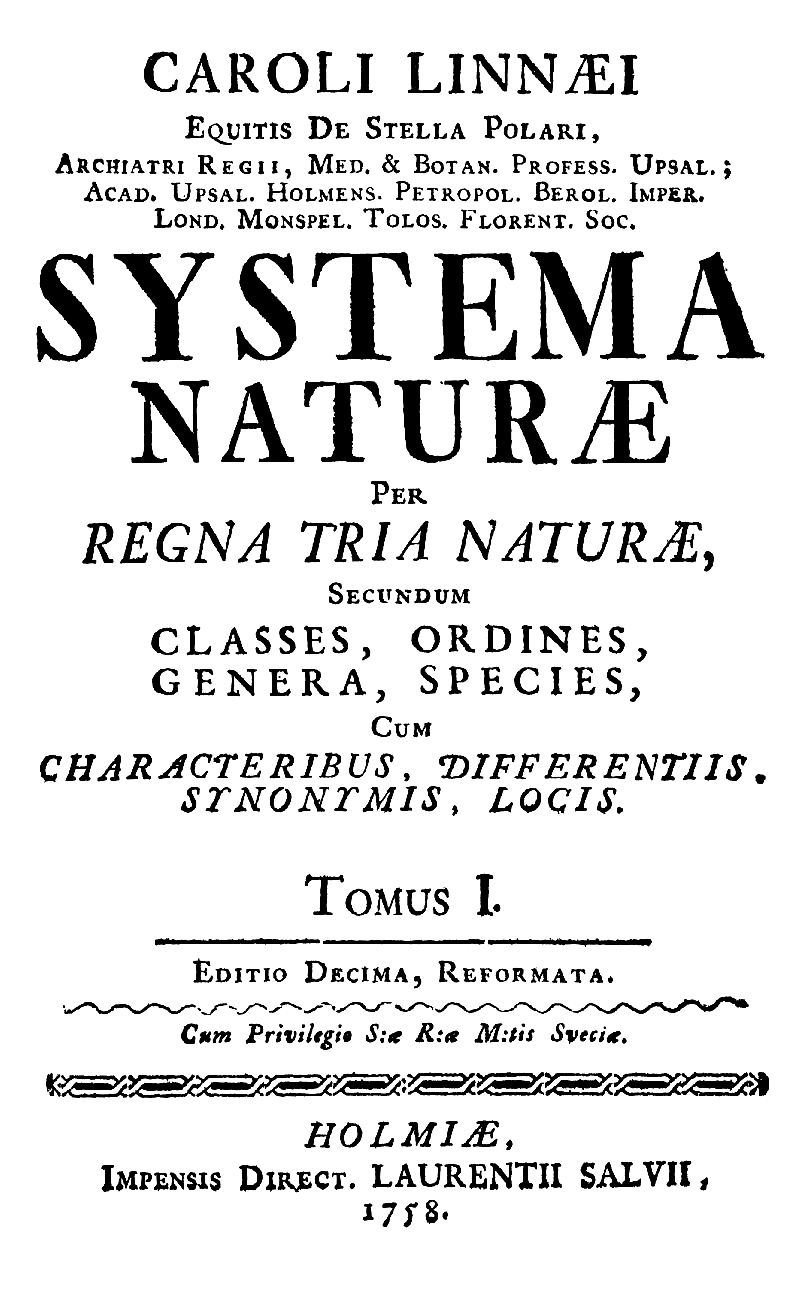
Trang bìa của quyển Systema Naturæ xuất bản lần thứ 10 năm 1758

Trong tác phẩm này, tiêu chí mà ông sử dụng để phân loại cây cỏ là các đặc điểm về giới, được phát hiện cuối thế kỷ thứ 17 nhưng vẫn chưa được chấp nhận ở khắp mọi nơi. Tự nhiên, theo ông chính là sinh sôi nảy nở. Đó chính là cách để sự sống tồn tại trong sự đa dạng của nó.
Với động vật, ông phân loại chúng theo nhiều tiêu chí khác nhau, chẳng hạn động vật bốn chân, hay Mammalia - động vật có vú, được đánh giá theo số lượng và vị trí vú của động vật, bên cạnh những tiêu chí khác.
Với khoáng sản, cũng tương tự, ông phân chia theo những đặc điểm bên ngoài và không căn cứ vào thành phần hóa học của nó.
Trong hệ thống này, các cây cỏ, động vật và khoáng sản được bố trí như trong một tổ chức của quân đội với các thứ bậc trên dưới, và không giống như Darwin, ông đặt con người đứng đầu trong cấu trúc thứ bậc đó như là một viên đá quý trên vương miện của tạo hóa. Tuy nhiên ông là nhà khoa học đầu tiên thời đó, năm 1758, đã đưa ra một kết luận nhạy cảm và mạnh mẽ rằng loài người phải được đặt cùng thứ tự với đười ươi, thuộc họ động vật linh trưởng.
Systema naturae lần đầu tiên ra đời chỉ có 12 trang. Sau đó, trong thời gian từ năm 1766 đến 1768, Linnaeus đã phát triển công trình của mình lên thành 2.300 trang với tất cả là 15.000 loài động thực vật và khoáng sản khác nhau. Phân loại và đặt tên cho từng loại trên quả là một thành tích khổng lồ và khó có thể hiểu nổi. Nhưng Linnaeus hiểu rằng công việc của ông mới chỉ là sự khởi đầu nhỏ bé. Đến cuối thể kỉ 18, con số dự tính các loài động thực vật có trên Trái Đất là khoảng 30-40 triệu khác nhau và hầu hết các loài đó sẽ không bao giờ được vẽ ra hay được đặt tên.

### Species Plantarum
Species Plantarum (hay tên đầy đủ hơn Species Plantarum, exhibentes plantas rite cognitas, ad genera relatas, cum differentiis specificis, nominibus trivialibus, synonymis selectis, locis natalibus, secundum systema sexuale digestas) được xuất bản lần đầu tiên năm 1753, gồm 2 quyển. Tính quan trọng trước nhất của nó có lẽ nó là khởi điểm đầu tiên của danh mục thực vật tồn tại đến ngày nay.
Năm 1754, Linnaeus chia giới thực vật thành 25 lớp (Genera Plantarum tái bản lần thứ 5). Lớp Cryptogamia, bao gồm tất cả các loài thực vật có cơ quan sinh sản ẩn (tảo, nấm, rêu và dương xỉ).

#### Genera Plantarum
Genera plantarum: eorumque characteres naturales secundum numerum, figuram, situm, et proportionem omnium fructificationis partium được xuất bản lần đầu tiên năm 1737, quy định về chi thực vật. Có khoảng 10 tái bản đã được phát hành, không phải tất cả chúng đều có tác giả là một mình Linnaeus; tái bản quan trọng nhất là bản thứ 5 năm 1754.

#### Philosophia Botanica
Philosophia Botanica (1751) là một tổng kết những suy nghĩ của Linnaeus về phân loại và danh pháp thực vật, và một công trình mà ông đã xuất bản trong các ấn phẩm trước đó như Fundamenta Botanica (1736) và Critica Botanica (1737). Các ấn phẩm khác hình thành từ những phần trong kế hoạch của ông nhằm sắp xếp lại những nền tảng của thực vật học như Classes Plantarum và Bibliotheca Botanica: tất cả ấn phẩm này đều được in ở Hà Lan (cũng như Genera Plantarum (1737) và Systema Naturae (1735)), Philosophia tiếp tục được phát hành ở Stockholm.